# Бабич, Срджан
Срджан Ба́бич (серб. Srđan Babić / Срђан Бабић, род. 22 апреля 1996, Баня-Лука) — сербский футболист, защитник московского «Спартака» и сборной Сербии. Участник чемпионата мира 2022 и чемпионата Европы 2024. Победитель молодёжного чемпионата мира 2015 года.

## Клубная карьера

### «Воеводина»
Начал заниматься футболом в 2001 году в школе боснийского клуба «Борац» из своего родного города Баня-Лука, а в августе 2011 года, в возрасте 15 лет, присоединился к молодёжной команде «Воеводины». С ранних лет считался большим талантом. Дебютировал за основной состав клуба в чемпионате Сербии 1 марта 2014 года в матче 17-го тура против «Вождоваца» (2:0), проведя на поле весь матч. Первый мяч за «Воеводину» забил 7 мая 2014 года в матче финала Кубка Сербии против «Ягодины» (2:0), отличившись на 52-й минуте встречи, тем самым вместе с клубом выиграл трофей. Для «Воеводины» это стал первый трофей после распада Югославии и был завоёван в год столетия клуба. В своём дебютном сезоне на профессиональном уровне Бабич провёл во всех турнирах 11 матчей и забил один мяч. 17 июля 2014 года дебютировал в еврокубках, сыграв в матче 2-го квалификационного рауда Лиги Европы УЕФА против словацкого клуба «Тренчин» (0:4), проведя на поле весь матч. Летом 2014 года сорвался переход Бабича в «Сампдорию», а в январе 2015 года он попал в сферу интересов «Барселоны» и «Челси». В сезоне 2014/15 провёл 27 матчей во всех турнирах. Всего за «Воеводину» выступал с 2014 по 2015 год, проведя 38 матчей во всех турнирах и забив один мяч.

### «Реал Сосьедад»
8 июля 2015 года перешёл в испанский клуб «Реал Сосьедад», подписав контракт на четыре года. Бабич начал выступать за фарм-клуб «Реал Сосьедад B» в Сегунде B, третьем по силе дивизионе Испании. Дебютировал за вторую команду «Реал Сосьедада» 23 августа 2015 года в матче 1-го тура Сегунды B против клуба «Ла-Рода» (2:0), проведя на поле весь матч. Первый мяч за клуб забил 1 ноября 2015 года в матче 11-го тура Сегунды B против «Сокуэльямоса» (2:1), отличившись на 51-й минуте встречи. Всего в сезоне 2015/16 провёл 31 матч и забил три мяча.
31 августа 2016 года был отдан в аренду в клуб «Реус Депортиу» до 30 июня 2017 года, выступающим в Сегунде. Дебютировал за клуб 7 сентября 2016 года в матче второго отборочного раунда Кубка Испании против «Мальорки» (0:1), проведя на поле весь матч. Впервые в Сегунде сыграл 6 ноября 2016 года в матче 13-го тура против «Леванте» (0:1), проведя на поле весь матч. Первый мяч за «Реус Депортиу» забил 4 декабря 2016 года в матче 17-го тура Сегунды в ворота «Кордовы» (1:2), отличившись на 84-й минуте встречи. Всего в сезоне 2016/17 провёл за клуб во всех турнирах 12 матчей и забил один мяч.

### «Црвена звезда»

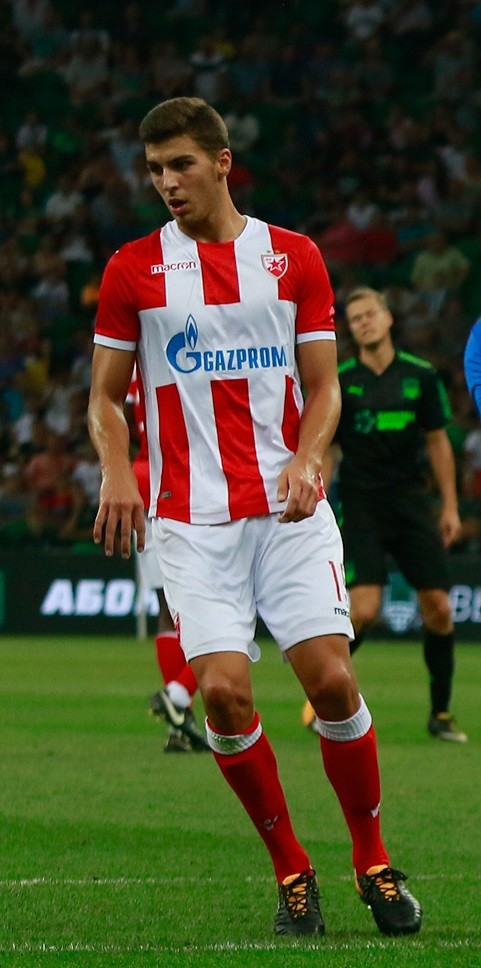
Бабич в составе «Црвены звезды» в 2017 году

7 июля 2017 года перешёл на правах аренды в «Црвену звезду», подписав соглашение до конца сезона 2017/18. Дебютировал за клуб 30 июля 2017 года в матче 2-го тура чемпионата Сербии против клуба «Рад» (2:0), проведя на поле весь матч. 5 февраля 2018 года «Црвена звезда» объявила о выкупе контракта Бабича у «Реала Сосьедада» за 800 000 евро. 9 февраля 2018 года заключил четырёхлетний контракт с клубом. Первый мяч за «Црвену звезду» забил 1 апреля 2018 года в матче 29-го тура чемпионата Сербии в ворота лучанинской «Младости» (5:2), отличившись на 44-й минуте встречи. Всего в сезоне 2017/18 провёл за клуб во всех турнирах 30 матчей и забил один мяч, а также стал чемпионом Сербии. 11 июля 2018 года впервые сыграл в Лиге чемпионов, проведя на поле весь матч первого квалификационного рауда против юрмальского «Спартака» (0:0). По итогам сезона 2018/19 второй раз подряд вместе с «Црвеной звездой» стал чемпионом страны, отыграв 32 матча во всех турнирах и забив три мяча. В сезоне 2019/20 провёл во всех турнирах 17 матчей, забил три мяча и вновь выиграл чемпионат Сербии.
31 августа 2020 года был арендован португальским клубом «Фамаликан» до конца сезона 2020/21, выступающим в Примейра-лиге, с правом выкупа трансфера за 1 100 000 евро. Дебютировал за клуб 18 сентября 2020 года в матче 1-го тура чемпионата Португалии против лиссабонской «Бенфики» (1:5), проведя на поле весь матч. Первый мяч за «Фамаликан» забил 7 ноября 2020 года в матче 7-го тура чемпионата Португалии против «Маритиму» (2:1), отличившись на 28-й минуте встречи с передачи Ивана Хайме. Всего за клуб провёл во всех турнирах 29 матчей и забил один мяч, после завершения арендного соглашения вернулся в «Црвену звезду». Сезон 2021/22 начал в составе сербского клуба, проведя три матча. Всего за «Црвену звезду» выступал с 2017 по 2022 год, провёл за клуб во всех турнирах 82 матча и забил семь мячей.

### «Альмерия»
30 августа 2021 года перешёл на правах аренды в испанский клуб «Альмерия» до конца сезона 2021/22, выступающий в Сегунде, с правом выкупа трансфера. Дебютировал за клуб 12 сентября 2021 года в матче 5-го тура Сегунды против клуба «Понферрадина» (0:1), проведя на поле весь матч. Первый мяч за «Альмерию» забил 7 мая 2022 года в матче 29-го тура Сегунды против клуба «Аморебьета» (3:0), отличившись на 75-й минуте. Всего в сезоне 2021/22 провёл за клуб во всех турнирах 40 матчей и забил один мяч, вместе с «Альмерией» стал победителем Сегунды и помог клубу выйти в Ла Лигу. Бабич стал вторым игроком в команде, отыгравшим больше всего минут в чемпионате. По итогам сезона 2021/22, Бабич вошёл в символическую сборную Сегунды. 5 июня 2022 года «Альмерия» объявила о выкупе Бабича у «Црвены звезды» за 1 100 000 евро и заключила с ним контракт до июня 2026 года. В чемпионате Испании впервые сыграл 14 августа 2022 года в матче 1-го тура против «Реал Мадрида» (1:2), проведя на поле весь матч. Первый мяч в Ла Лиге забил 8 октября 2022 года в матче 8-го тура против «Райо Вальекано», отличившись на 17-й минуте. В сезоне 2022/23 провёл за «Альмерию» 34 матча и забил три мяча. Всего выступал за клуб с 2021 по 2023 год, проведя во всех турнирах 75 матчей и забив четыре мяча.

### «Спартак» (Москва)

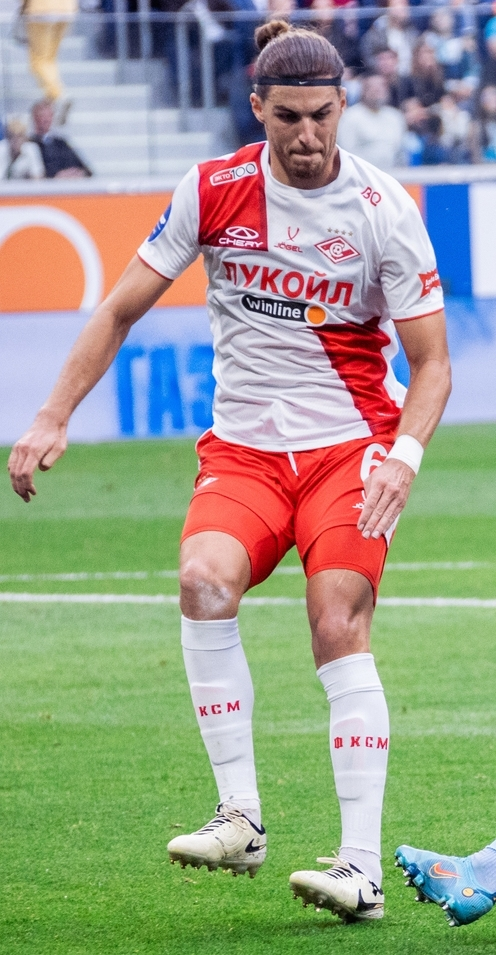
Бабич в составе московского «Спартака» в 2025 году

21 августа 2023 года перешёл в московский «Спартак», заключив контракт на три года. Дебютировал за клуб 29 августа 2023 года в матче 3-го тура группового этапа Кубка России против московского «Динамо» (4:1), проведя на поле весь матч, а на 15-й минуте встречи Бабич с передачи Хесуса Медины забил свой первый мяч за «Спартак». Первый матч в чемпионате России провёл 2 сентября 2023 года в матче 7-го тура против «Краснодара» (0:2), выйдя на 73-й минуте вместо Георгия Джикии. Первый мяч за «Спартак» в чемпионате России забил 16 сентября 2023 года в матче 8-го тура против «Сочи» (1:0), отличившись с передачи Квинси Промеса в добавленное ко второму тайму время и тем самым принеся победу своей команде. Бабич стал первым сербом, забившим за «Спартак» в чемпионате России с 2006 года. Всего в сезоне 2023/24 провёл во всех турнирах 23 матча и забил три мяча. В сезоне 2024/25 провёл во всех турнирах 32 матча и забил два мяча. 3 июня 2025 года Бабич продлил контракт со «Спартаком» до лета 2027 года с опцией продления на ещё один сезон.

## Карьера в сборной
Бабича приглашали выступать за сборные Боснии и Герцеговины, но он отказывался, так как его мечта была «оказаться в футболке любимой страны». Вызывался в юношеские сборные Сербии разных возрастов. С 2012 по 2013 года вызывался в сборную Сербии до 17 лет, в 2013 году также провёл один матч за команду до 18 лет. С 2013 по 2015 год Бабич представлял сборную Сербии до 19 лет, вместе с которой принимал участие на чемпионате Европы среди юношей до 19 лет 2014 года, где дошёл вместе с командой до полуфинала. С 2014 по 2015 год выступал за сборную Сербии до 20 лет, с которой выиграл чемпионат мира по футболу 2015 года среди юношей до 20 лет. С 2015 по 2019 год представлял молодёжную сборную Сербии, вместе с которой участвовал на чемпионате Европы среди молодёжных команд 2019 года.
В сентября 2022 года был впервые вызван Драганом Стойковичем в национальную сборную Сербии. Дебютировал за сборную 24 сентября 2022 года в матче Лиги наций УЕФА против сборной Швеции (4:1), проведя на поле весь матч. 11 ноября 2022 года был включён в состав сборной Сербии на чемпионат мира по футболу 2022 года в Катаре. На турнире провёл один матч, сыграв 28 ноября 2022 года во встрече 2-го тура группового этапа против сборной Камеруна (3:3), выйдя на замену на 78-й минуте вместо Милоша Вельковича. Свой первый мяч за сборную Сербии забил 19 ноября 2023 года в матче квалификации к Евро-2024 против сборной Болгарии (2:2) и помог своей сборной выйти в финальную стадию турнира. 28 мая 2024 года был включён Стойковичем в окончательную заявку сборной Сербии для участия на чемпионате Европы 2024 года.

## Достижения

### Командные
«Воеводина»
- Обладатель Кубка Сербии: 2013/14

«Црвена звезда»
- Чемпион Сербии (3): 2017/18, 2018/19, 2019/20[англ.]
- Финалист Кубка Сербии: 2018/19[англ.]

«Альмерия»
- Победитель Сегунды: 2021/22

Сербия (до 20 лет)
- Победитель молодёжного чемпионата мира: 2015

### Личные
- Вхождение в символическую сборную сезона в Сегунде: 2021/22[32][5]
- Лауреат национальной премии РФС «33 лучших игрока сезона»: 2024/25 (№ 2)[49]

### Награды
- Медаль «За заслуги перед народом» (2015) — за достижения в области спорта и завоевание титула молодёжного чемпиона мира[50][51][5].

## Статистика

### Клубная
| Выступление      | Выступление      | Выступление      | Лига | Лига | Кубки | Кубки | Еврокубки | Еврокубки | Итого | Итого |
| Клуб             | Лига             | Сезон            | Игры | Голы | Игры  | Голы  | Игры      | Голы      | Игры  | Голы  |
| ---------------- | ---------------- | ---------------- | ---- | ---- | ----- | ----- | --------- | --------- | ----- | ----- |
| Воеводина        | Суперлига        | 2013/14          | 8    | 0    | 3     | 1     | —         | —         | 11    | 1     |
| Воеводина        | Суперлига        | 2014/15          | 24   | 0    | 2     | 0     | 1         | 0         | 27    | 0     |
| Воеводина        | Итого            | Итого            | 32   | 0    | 5     | 1     | 1         | 0         | 38    | 1     |
| Реал Сосьедад B  | Сегунда B        | 2015/16          | 31   | 3    | —     | —     | —         | —         | 31    | 3     |
| Реал Сосьедад B  | Итого            | Итого            | 31   | 3    | —     | —     | —         | —         | 31    | 3     |
| → Реус Депортиу  | Сегунда          | 2016/17          | 11   | 1    | 1     | 0     | —         | —         | 12    | 1     |
| → Реус Депортиу  | Итого            | Итого            | 11   | 1    | 1     | 0     | —         | —         | 12    | 1     |
| Црвена звезда    | Суперлига        | → 2017/18        | 25   | 1    | 2     | 0     | 3         | 0         | 30    | 1     |
| Црвена звезда    | Суперлига        | 2018/19          | 21   | 3    | 5     | 0     | 6         | 0         | 32    | 3     |
| Црвена звезда    | Суперлига        | 2019/20          | 11   | 3    | 2     | 0     | 4         | 0         | 17    | 3     |
| Црвена звезда    | Суперлига        | 2020/21          | 0    | 0    | —     | —     | —         | —         | 0     | 0     |
| Црвена звезда    | Суперлига        | 2021/22          | 3    | 0    | —     | —     | 0         | 0         | 3     | 0     |
| Црвена звезда    | Итого            | Итого            | 60   | 7    | 9     | 0     | 13        | 0         | 82    | 7     |
| → Фамаликан      | Примейра-лига    | 2020/21          | 27   | 1    | 2     | 0     | —         | —         | 29    | 1     |
| → Фамаликан      | Итого            | Итого            | 27   | 1    | 2     | 0     | —         | —         | 29    | 1     |
| Альмерия         | Сегунда          | → 2021/22        | 37   | 1    | 3     | 0     | —         | —         | 40    | 1     |
| Альмерия         | Ла Лига          | 2022/23          | 34   | 3    | —     | —     | —         | —         | 34    | 3     |
| Альмерия         | Ла Лига          | 2023/24          | 1    | 0    | —     | —     | —         | —         | 1     | 0     |
| Альмерия         | Итого            | Итого            | 72   | 4    | 3     | 0     | —         | —         | 75    | 4     |
| Спартак (Москва) | Премьер-лига     | 2023/24          | 17   | 1    | 6     | 2     | —         | —         | 23    | 3     |
| Спартак (Москва) | Премьер-лига     | 2024/25          | 26   | 2    | 6     | 0     | —         | —         | 32    | 2     |
| Спартак (Москва) | Премьер-лига     | 2025/26          | 4    | 0    | 1     | 0     | —         | —         | 5     | 0     |
| Спартак (Москва) | Итого            | Итого            | 47   | 3    | 13    | 2     | —         | —         | 60    | 5     |
| Всего за карьеру | Всего за карьеру | Всего за карьеру | 280  | 19   | 33    | 3     | 14        | 0         | 327   | 22    |

### Сборная
| Матчи и голы Срджана Бабича за сборную Сербии | Матчи и голы Срджана Бабича за сборную Сербии | Матчи и голы Срджана Бабича за сборную Сербии | Матчи и голы Срджана Бабича за сборную Сербии | Матчи и голы Срджана Бабича за сборную Сербии | Матчи и голы Срджана Бабича за сборную Сербии | Матчи и голы Срджана Бабича за сборную Сербии |
| --------------------------------------------- | --------------------------------------------- | --------------------------------------------- | --------------------------------------------- | --------------------------------------------- | --------------------------------------------- | --------------------------------------------- |
| №                                             | Дата                                          | Оппонент                                      | Счёт                                          | Голы                                          | Соревнование                                  |                                               |
| 1                                             | 24 сентября 2022                              | Швеция                                        | 4:1                                           | —                                             | Лига наций УЕФА 2022/2023. Лига B             |                                               |
| 2                                             | 27 сентября 2022                              | Норвегия                                      | 2:0                                           | —                                             | Лига наций УЕФА 2022/2023. Лига B             |                                               |
| 3                                             | 28 ноября 2022                                | Камерун                                       | 3:3                                           | —                                             | Чемпионат мира 2022                           |                                               |
| 4                                             | 16 июня 2023                                  | Иордания                                      | 3:2                                           | —                                             | Товарищеский матч                             |                                               |
| 5                                             | 10 сентября 2023                              | Литва                                         | 3:1                                           | —                                             | Квалификация к ЧЕ-2024                        |                                               |
| 6                                             | 17 октября 2023                               | Черногория                                    | 3:1                                           | —                                             | Квалификация к ЧЕ-2024                        |                                               |
| 7                                             | 19 ноября 2023                                | Болгария                                      | 2:2                                           | 1                                             | Квалификация к ЧЕ-2024                        |                                               |
| 8                                             | 25 марта 2024                                 | Кипр                                          | 1:0                                           | —                                             | Товарищеский матч                             |                                               |
| 9                                             | 15 ноября 2024                                | Швейцария                                     | 1:1                                           | —                                             | Лига наций УЕФА 2024/2025. Лига A             |                                               |
| 10                                            | 20 марта 2025                                 | Австрия                                       | 1:1                                           | —                                             | Лига наций УЕФА 2024/2025. Стыковые матчи     |                                               |

Итого: 10 матчей, 1 гол; 6 побед, 4 ничьи.